# Bristol F.2 Fighter
Bristol F.2 Fighter là một loại máy bay tiêm kích và máy bay trinh sát hai tầng cánh của Anh trong Chiến tranh thế giới I, thuộc Quân đoàn Không quân Hoàng gia.

## Quốc gia sử dụng
Afghanistan
- Không quân Afghan

 Argentina
- Không quân Argentina

 Australia
- Quân đoàn Không quân Australia

 Bỉ
- Không quân Bỉ

 Bolivia
- Không quân Bolivia

 Canada
- Bộ Hàng không Canada
- Không quân Hoàng gia Canada

 Honduras
- Không quân Honduras

 Ireland
- Cục Không quân Ireland
- Quân đoàn Không quân Ireland

 Greece
- Không quân Hy Lạp
- Hải quân Hy Lạp

 Mexico
- Không quân Mexico

 New Zealand
- Không quân Thường trực New Zealand

 Norway
- Cục Không quân Lục quân Na Uy

 Peru
- Không quân Peru

 Poland
- Không quân Ba Lan

 Liên Xô
- Không quân Liên Xô

 Vương quốc Tây Ban Nha
- Không quân Tây Ban Nha

 Thụy Điển
- Không quân Hoàng gia Thụy Điển

 Kingdom of Yugoslavia
- Không quân Hoàng gia Nam Tư

 United Kingdom
- Quân đoàn Không quân Hoàng gia / Không quân Hoàng gia

## Tính năng kỹ chiến thuật (F.2B)
Đặc điểm tổng quát
- Tổ lái: 2
- Chiều dài: 25 ft 10 in (7,87 m)
- Sải cánh: 39 ft 3 in (11,96 m)
- Chiều cao: 9 ft 9 in (2,97 m)
- Diện tích cánh: 405 ft² (37,62 m²)
- Trọng lượng rỗng: 2.145 lb (975 kg)
- Trọng lượng cất cánh tối đa: 3.243 lb (1.474 kg)
- Động cơ: 1 × Rolls-Royce Falcon III, 275 hp (205 kW)

 Hiệu suất bay 
- Vận tốc cực đại: 123 mph (107 kn, 198 km/h) trên độ cao 5.000 ft (1.500 m)
- Tầm bay: 369 mi (320 nmi, 593 km)
- Trần bay: 18.000 ft (5.500 m)
- Vận tốc leo cao: 889 ft/phút (4,5 m/s)

Trang bị vũ khí

- Súng: 

  - 1× Súng máy Vickers.303 in (7,7 mm)
  - 1 hoặc 2× súng máy Lewis.303 in
- Bom: 240 lb (110 kg)